# Mitroplatia palpalis
Mitroplatia palpalis är en tvåvingeart som först beskrevs av Zielke 1971.  Mitroplatia palpalis ingår i släktet Mitroplatia och familjen husflugor. Inga underarter finns listade i Catalogue of Life.